# Parasemia cespitis
Parasemia cespitis är en fjärilsart som beskrevs av Kirby 1892. Parasemia cespitis ingår i släktet Parasemia och familjen björnspinnare. Inga underarter finns listade i Catalogue of Life.